# Centre de Commandement des Opérations de Sécurité
Centre de Commandement des Opérations de Sécurité (französisch für Zentrum des Kommandos der Sicherheitsoperationen) oder kurz CECOS ist eine militärische Koordinierungsstelle der Elfenbeinküste. 
Die CECOS wurde durch den Vertrag von Ouagadougou ins Leben gerufen und soll die Bewegungen der ivorischen Sicherheitskräfte (FDS) mit den, in der Elfenbeinküste anwesenden internationalen Truppen der Opération des Nations Unies en Côte d’Ivoire und der Opération Licorne koordinieren.